# 王毅 (1975年)
王毅（1975年12月—），安徽贵池人，国家杰出青年科学基金获得者，中国科学技术大学教授。

## 生平
1997年本科毕业于安徽师范大学，同年考取中国科学技术大学研究生，于2002年获博士学位。先后在芬兰图尔库大学、赫尔辛基大学、美国佐治亚理工学院做访问研究。2016年入职中国科学技术大学数学系，现任中国科学技术大学数学科学学院副院长。

## 学术贡献
主要从事微分方程与动力系统领域研究工作，发表论文30余篇。其博士论文“离散竞争动力系统的一般性质及反应扩散方程解的收敛性”入选2004年全国优秀博士学位论文名单。2007年入选教育部“新世纪优秀人才支持计划”，2018年获国家杰出青年科学基金资助。